# Шанкилл
Шанкилл (англ. Shankill; ирл. Seanchill) — пригород в Ирландии, находится в графстве Дун-Лэаре-Ратдаун (провинция Ленстер). Население — 13 242 человек (2006, перепись).